# Baccharis salicina
Baccharis salicina és una espècie de planta de la família de les Asteràcies.

## Característiques
És un arbust que mesura en 0,8 i 2 m d'alçada, amb el fullatge enganxós. La seva tija és llenyosa i granulosa. Les fulles són allargades i rectes, laxes, d'entre 10 a 15 cm de longitud, podent ser dentades. Té petites flors roses o vermelles tenyides de blanc. Les flors són masculines i femenines de 5 a 7 mm d'ample disposades en tres sèries amb forma semiesfèrica i fruits semblants a una nou, color cafè blanquinós. El període de floració inicia al juliol i conclou al gener de l'any següent.

## Distribució i hàbitat
És típica del desert del sud-oest dels Estats Units i nord-oest de Mèxic, trobant-se també per les tres zones sub-continentals d'Amèrica, incloent al centre de l'Argentina i Xile. Es troba distribuït a la major part de les zones semi-humides de Mèxic i es troba als estats d'Oaxaca, Nayarit, Puebla, Jalisco i Colima. Habita a llocs humits com les vores dels rius i rierols.

## Propietats
El seu principal ús és contra la infecció i el dolor d'estómac; com a tractament s'empra la planta restregada sobre el ventre, o la seva cocció es beu en dejú.
S'empra també contra bonys causats per cops o caigudes, en els que pot o no haver-hi dolor. Per a curar-los s'apliquen sobre aquests fulles picades en alcohol. També s'usa per a tractar la dermatitis (que es desenvolupa per romandre molta estona a la calor o per la picadura d'algun animal), i la varicel·la. En aquest cas s'apliquen banys amb la cocció de la tija i la flor, més un grapat de carbonat.
La composició química de la resina que produeix conté:
- Metílics
- Èters
- Camferol

## Taxonomia
Baccharis salicina va ser descrita per Torr. i A. Gray i publicada a A Flora of North America: containing... 2(2): 258. 1842.

### Etimologia
- Baccharis: nom genèric que prové del grec Bakkaris donat en honor de Baco, Déu del vi, per a una planta amb una arrel fragant i reciclat per Linné.[4]
- salicina: epítet llatí que significa "com un salze".[5]

### Sinonímia
| - Baccharis pingraea f. angustissima DC. - Baccharis pingraea var. longipes (Kunze ex DC.) Heering - Baccharis viminea var. viminea - Baccharis viminea var. atwoodii S.L. Welsh - Pingraea viscosa (Ruiz & Pav.) F. H. Hellwig - Pingraea marginalis (DC.) F. H. Hellwig - Pingraea salicifolia (Ruiz & Pav.) F. H. Hellwig - Baccharis marginalis var. viminea Heering - Baccharis marginalis var. araucana (Phil.) Heering - Baccharis marginalis var. linifolia Heering - Baccharis marginalis var. longipes (DC.) Heering ex Reiche - Baccharis marginalis var. marginalis - Baccharis marginalis var. longipes (Kunze ex DC.) Heering - Baccharis glutinosa var. glutinosa - Baccharis glutinosa var. incisa Heering - Baccharis serrulata var. subscandens Kuntze - Baccharis medullosa var. medullosa - Baccharis medullosa f. medullosa - Baccharis medullosa f. gracilis Heering - Baccharis salicifolia var. salicifolia | - Baccharis salicifolia var. mocoafluminis (Cuatrec.) Cuatrec. - Molina parviflora Ruiz & Pav. - Molina salicifolia Ruiz & Pav. - Molina viscosa Ruiz & Pav. - Baccharis viscosa var. viscosa - Baccharis viscosa var. nigricans Kuntze - Baccharis cuervi Phil. - Baccharis emoryi A. Gray - Baccharis iresinoides Kunth - Baccharis longipes Kunze ex DC. - Baccharis kraussei Heering - Baccharis subpenninervis Sch. Bip. - Baccharis pallida Heering - Baccharis purpurascens Heering - Baccharis glutinosa Pers. - Baccharis parviflora Less. ex Schltdl. & Cham. - Baccharis salicina Rothr. - Baccharis farinosa Pers. ex Spreng. - Baccharis linifolia Phil. - Baccharis medullosa DC. | - Baccharis lanceolata Kunth - Baccharis alamanii DC. - Baccharis parviflora Ruiz & Pav. - Baccharis marginalis DC. - Baccharis viminea DC. - Baccharis viscosa (Ruiz & Pav.) Kuntze - Baccharis parviflora (Ruiz & Pav.) Pers. - Baccharis longifolia DC. - Baccharis corymbosa Meyen - Baccharis araucana Phil. - Baccharis salicifolia Nutt. - Baccharis huydobriana - Baccharis chilquilla DC. - Baccharis coerulescens DC. - Baccharis subpingraea f. borealis Heering - Baccharis linifolia DC. - Baccharis subpingraea f. punctulata Heering - Baccharis salicifolia (Ruiz & Pav.) Pers. |